# Sigfús Einarsson
Sigfús Einarsson, född 30 januari 1877 på Eyrarbakki, död 10 maj 1939 i Reykjavik, var en isländsk tonsättare. 
Sigfús Einarsson, som var lärjunge till bland andra August Enna, var verksam i Reykjavik som domkyrkoorganist och musikpedagog. Han skrev främst kammarmusik och sånger samt festkantat vid Fredrik VIII:s besök på Island (1907).